# Piano di riallineamento israeliano
Il piano di riallineamento (in ebraico: תוכנית ההתכנסות), originariamente denominato piano di convergenza, è stato formulato e presentato al popolo israeliano da parte dell'ex primo ministro Ehud Olmert, in una serie di interviste con i media durante la campagna elettorale per la 17ª Knesset nei primi mesi del 2006.
Consiste nella ritirata unilaterale dal 90% della Cisgiordania e nell'annessione del restante, che comprende la maggior parte degli insediamenti israeliti.